# Zhen (Fang)
Kaiserin Zhen (甄皇后, Geburtsname unbekannt; † 251), formell Kaiserin Huai (懷皇后, sanfte, aber früh verstorbene Kaiserin), war eine Kaiserin der Wei-Dynastie zur Zeit der Drei Reiche. Sie war die erste Gemahlin des dritten Wei-Kaisers Cao Fang.
Ihr Großvater Zhen Yan (甄儼) war ein Bruder von Cao Ruis Mutter, Zhen Luo. Cao Fang erhob sie 243 zur Kaiserin. Sie starb 251 und wurde mit kaiserlichen Ehren bestattet. Der Grund dafür, dass ihr postumer Name eher aus einem statt zwei Zeichen besteht, liegt darin, dass ihr Gemahl 254 abgesetzt wurde und selbst keinen postumen Namen erhielt. Die damaligen Bräuche verlangten, dass die Kaiserin ein Schriftzeichen von ihrem Gemahl übernahm.
| Vorgänger | Amt                                 | Nachfolger |
| --------- | ----------------------------------- | ---------- |
| Guo       | Kaiserin von China (Norden) 243–251 | Zhang      |

| Personendaten    | Personendaten                         |
| ---------------- | ------------------------------------- |
| NAME             | Zhen                                  |
| ALTERNATIVNAMEN  | 甄皇后 (chinesisch); Kaiserin Huai    |
| KURZBESCHREIBUNG | chinesische Kaiserin der Wei-Dynastie |
| GEBURTSDATUM     | 2. Jahrhundert oder 3. Jahrhundert    |
| GEBURTSORT       | China                                 |
| STERBEDATUM      | 251                                   |
| STERBEORT        | China                                 |